# تپه چغا سرانجیرک
تپه چغا سرانجیرک مربوط به دوره هخامنشی - دوره سلجوقیان است و در شهرستان هرسین، بخش مرکزی، روستای سرانجیرک واقع شده و این اثر در تاریخ ۱۱ مرداد ۱۳۸۴ با شمارهٔ ثبت ۱۲۴۸۰ به‌عنوان یکی از آثار ملی ایران به ثبت رسیده است.